# Matt Cardona
Pour les articles homonymes, voir Cardona (homonymie).
Matthew Brett Cardona, plus connu sous le pseudonyme de Zack Ryder, (né le 14 mai 1985 à Oyster Bay à New York), est un catcheur américain.
Il a remporté le championnat par équipe de la WWE avec Curt Hawkins et a été champion des États-Unis et champion Intercontinental. Il s'est aussi auto-proclamé « The Internet Champion » (en français « Champion d'Internet ») avec un titre personnalisé avec les logos de YouTube, Facebook ou encore Twitter grâce à une série d'épisodes qu'il fait lui-même sur YouTube nommée Z! True Long Island Story.

## Carrière

### Circuit indépendant (2004-2007)
Cardona commence le catch à la New York Wrestling Connection (NYWC) sous le nom de ring de Brett Matthews le 14 août 2004, où il remporte un match en équipe avec Brian Myers et Baxter Cross face à  Calero, Dan Barry et Javi-Air. Avec Bryan Myers, ils forment une équipe qui devient le 21 mai 2005 champion par équipe de cette fédération, après leur victoire face à Dickie Rodz et Mason Raige. Entretemps, il a signé un contrat de développement avec la World Wrestling Entertainment (WWE) et a fait une apparition à SmackDown le 21 avril en affrontant Matt Morgan dans un match simple qu'il perd. Le 27 août, ils perdent leur titre face à Boog Washington et Lo Lincoln. Ils redeviennent champion par équipe de la NYWC le 28 janvier 2006 grâce à leur victoire face à Dan Barry et Ken Scampi. Leur règne prend fin le 26 mars, lors d'un spectacle de la National Wrestling Alliance Shockwave où ils ont perdu face à Mike Spinelli et Tony Burma.
Avec Bryan Myers, il quitte la NYWC et ils vont à la Deep South Wrestling (DSW), une fédération de Géorgie qui est un des clubs-écoles de la WWE, et change de nom de ring pour celui de Brett Majors. Ils remportent ensemble le championnat par équipe de la DSW, le 12 octobre 2006 face à Deuce 'N Domino. Ils perdent leur titre le 30 novembre face à Eric Perez et Sonny Siaki.
En 2007, il quitte la Géorgie et la DSW pour le Kentucky et l'Ohio Valley Wrestling (OVW), un autre club école de la WWE. Le 15 juin ils remportent le championnat par équipe de l'OVW en battant Dr. Tomas, Charles Evans et Justin LaRoche. Ils perdent le titre le 29 juin au profit de Kassidy James et KC James.

### World Wrestling Entertainment (2007-2020)

#### The Major Brothers (2007)
Pendant qu'il travaille à l'Ohio Valley Wrestling, il commence à faire des apparitions dans les émissions de la World Wrestling Entertainment, notamment à l'ECW.

#### La Familia (2007-2009)

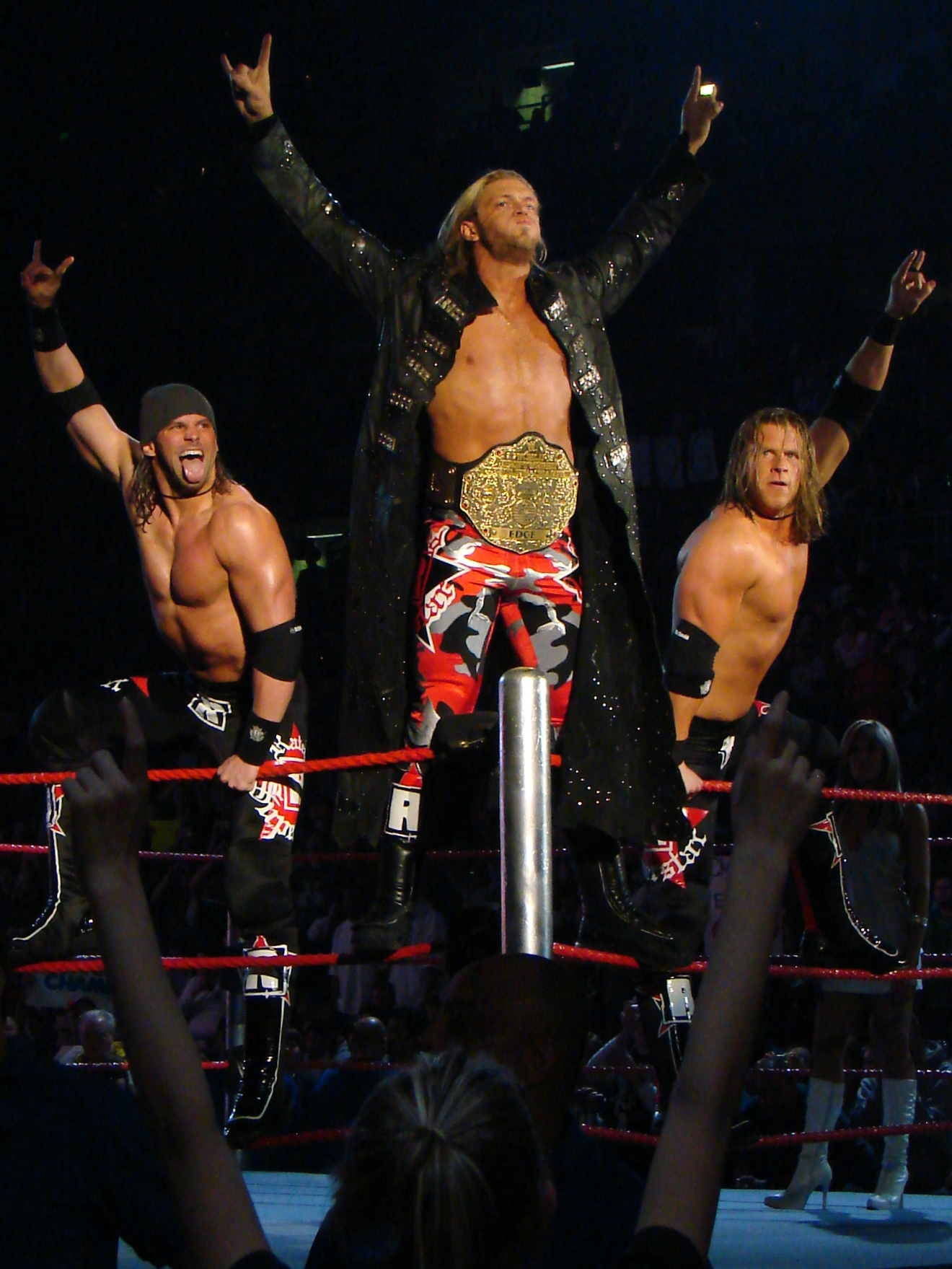
The Edgeheads avec Zack Ryder à gauche, Edge au centre et Curt Hawkins à droite.

À Armageddon il intervient avec Bryan Major dans le match pour le championnat du monde poids-lourds de la WWE en faveur d'Edge en attaquant l'Undertaker en étant habillé comme Edge. Rapidement Cardona a changé de nom de ring pour prendre celui de Zack Ryder, son équipier fait de même et devient Curt Hawkins et accompagnent Edge lors de ses matchs.
Au The Great American Bash (2008), Curt Hawkins et Zack Ryder remportent le Fatal-Four Way Tag Team Match pour le WWE Tag Team Championship, contre The Miz et John Morrison, Finlay et Hornswoggle, ainsi que Jesse et Festus. 
Lors du SmackDown du 21 septembre 2008, Zack Ryder et Curt Hawkins perdent les ceintures au profit de Carlito et Primo Colon.

#### Extreme Championship Wrestling et NXT (2009-2011)
Lors du WWE Draft supplémentaire le 15 avril, il est drafté à la Extreme Championship Wrestling.

#### United States Champion et WWE Internet Championship (2011-2012)
Le 16 juin à WWE Superstars, il combat dans sa ville natale, Long Island, reçoit une ovation du public et effectue un face turn en battant Primo.
Zack se fait ensuite "pusher" par la fédération. Ainsi, il crée son site internet et son titre, le WWE Internet Championship.
Lors de Vengeance (2011), il perd contre Dolph Ziggler et ne remporte pas le WWE United States Championship à cause d'une tentative d'intervention de Jack Swagger.
Il affronte de nouveau Dolph Ziggler lors de TLC : Tables, Ladders & Chairs pour le titre des États-Unis durant lequel il remporte le match, ainsi que le titre, qui constitue son premier en solo.
Peu après, le site de la WWE annonce qu'il est blessé, mais John Laurinaitis l'oblige à combattre contre Jack Swagger pour le titre, ce qu'il fait. Il commence le match avec un gros bandage autour de l'abdomen et perd son titre.
Lors du Royal Rumble (2012), il subit un Tombstone Piledriver de Kane sur le ring.

#### Retour dans un statut inférieur (2012-2015)

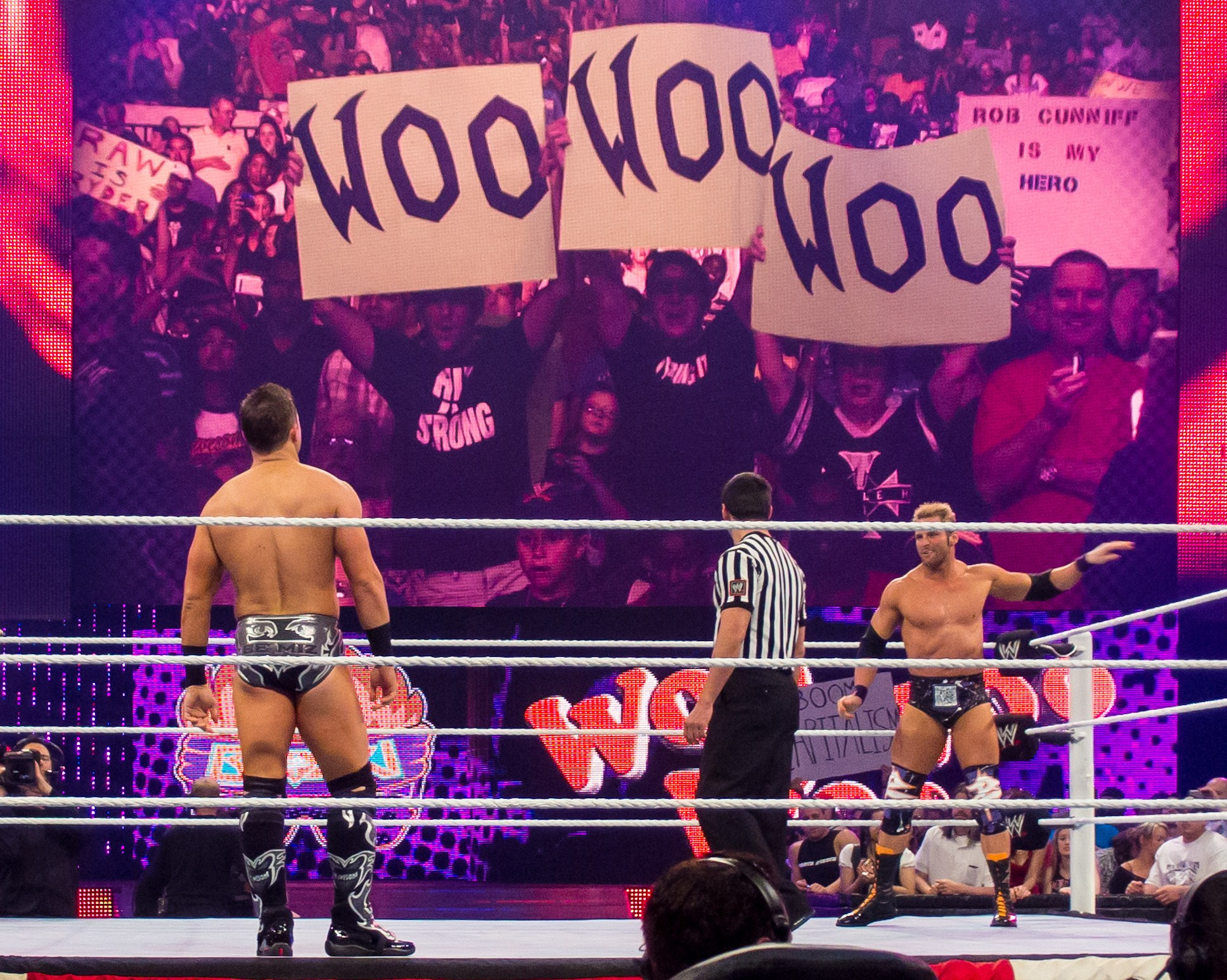
Des pancartes pour Zack Ryder.

Zack Ryder fait son retour sur les rings lors du Raw du 19 mars 2012 où il perd contre Daniel Bryan.
À Wrestlemania XXVIII, son équipe perd contre celle de John Laurinaitis à la suite d'une distraction d'Eve Torres.
Lors d'Over the Limit, il perd contre Kane dans le Pre-Show. 
Lors de Night Of Champions, il remporte en Pre-Show la Battle Royale pour devenir challenger numéro un au titre des États-Unis. Plus tard dans la soirée, il perd face à Antonio Cesaro. 
Lors du Royal Rumble 2013, il participe au Royal Rumble Match qui sera remporté par John Cena.
On apprend qu'il est blessé pour 6 mois le 11 novembre à la suite d'un combat face à Rusev à RAW quelques jours avant.
Ryder fait son retour le 25 janvier 2015, au Royal Rumble dans le Royal Rumble match, où il rentre en 9e position mais est rapidement éliminé par Bray Wyatt. Ryder participe au second André The Giant Memorial battle royal à WrestleMania 31, qui est remporté par Big Show.
Lors d'Elimination Chamber, il perd contre Stardust.

#### The Hype Bros (2015-2017)
En juin 2015, Zack Ryder forme une équipe avec Mojo Rawley à NXT, plus connu sous le nom de The Hype Bros.
Lors de WrestleMania 32, il remporte le Ladder Match qui comprenait Kevin Owens, Stardust, Sami Zayn, Dolph Ziggler, The Miz et Sin Cara et remporte le Championnat Intercontinental pour la première fois de sa carrière, sous les yeux de son père. Il le perd dès le lendemain a Raw contre The Miz après une intervention de Maryse.
Le 19 juillet lors du draft, il est transféré à SmackDown.

#### Retour en solo (2017-2019)
Lors de Clash of Champions, il perd contre Mojo Rawley.
Lors de WrestleMania 34, il perd la bataille royale en mémoire d'Andre The Giant au profit de Matt Hardy en se faisant éliminer par Mojo Rawley.

#### Raw, retour en équipe avec Curt Hawkins, champion par équipe deRawet perte des titres (2018-2020)
Le 17 avril lors du Superstar Shake-Up, il est transféré à Raw.
Lors de WrestleMania 35, ils battent The Revival et remportent les titres de champions par équipe de Raw. Le lendemain à Raw, ils conservent leurs titres en battant The Revival.
Le 10 juin 2019 à Raw, ils perdent les titres par équipe contre The Revival au cours d'un match impliquant aussi les Usos.

#### Départ de la WWE (2020)
Le 15 avril 2020, la World Wrestling Entertainment annonce son licenciement en raison des restrictions d'effectif dues à la crise de COVID-19 dans le monde.

### All Elite Wrestling (2020)
Le 29 juillet 2020, Il fait ses débuts à la All Elite Wrestling en venant aider Cody face au Dark Order.

### Impact Wrestling/Total Nonstop Action Wrestling (2021-...)

#### Débuts et rivalité avec Brian Myers (2021)
Le 16 janvier 2021, il fait ses débuts surprise à Hard to Kill en battant Ace Austin par disqualification après l'intervention de Madman Fulton.

#### Impact Digital Media Champion (2022)
Le 3 février 2022 à IMPACT!, il bat Jordynne Grace pour remporter le Impact Digital Media Championship.
Le 28 mai 2022, il perd son titre face à Rich Swann.

### Game Changer Wrestling(2021-...)
Le 6 juin 2021, lors d'un spectacle de la Game Changer Wrestling (en), Zombie Walk, un personnage encagoulé intervient pendant un match de Nick Gage et lui porte un double underhook DDT, laissant penser que c'est Jon Moxley. Il se démasque alors pour révéler que l’assaillant est Matt Cardona. Avant cet événement, Cardona a interpelé Gage sur les réseaux sociaux pendant des mois et ce dernier a même essayé de d'attaquer Cardona pendant une apparition en public. Lors de GCW Homecoming, Matt Cardona bat Gage dans un deathmatch pour remporter le championnat du monde de la GCW, son premier titre mondial,. Le 4 septembre lors de The Art of War Games, il perd son titre au profit de Jon Moxley.
Le 14 janvier 2022 lors de GCW Most Notorious, il bat Rhino et remporte le championnat du monde de la télévision de la ECW.

### National Wrestling Alliance (2021-...)
Le 4 décembre 2021 lors de Hard Times 2, il fait ses débuts en attaquant Trevor Murdoch.
Le 12 février 2022 lors de NWA PowerrrTrip, il bat Trevor Murdoch et il remporte le NWA World Heavyweight Championship.
Le 12 novembre 2022, il perd son titre face à Tyrus.

## Autres médias

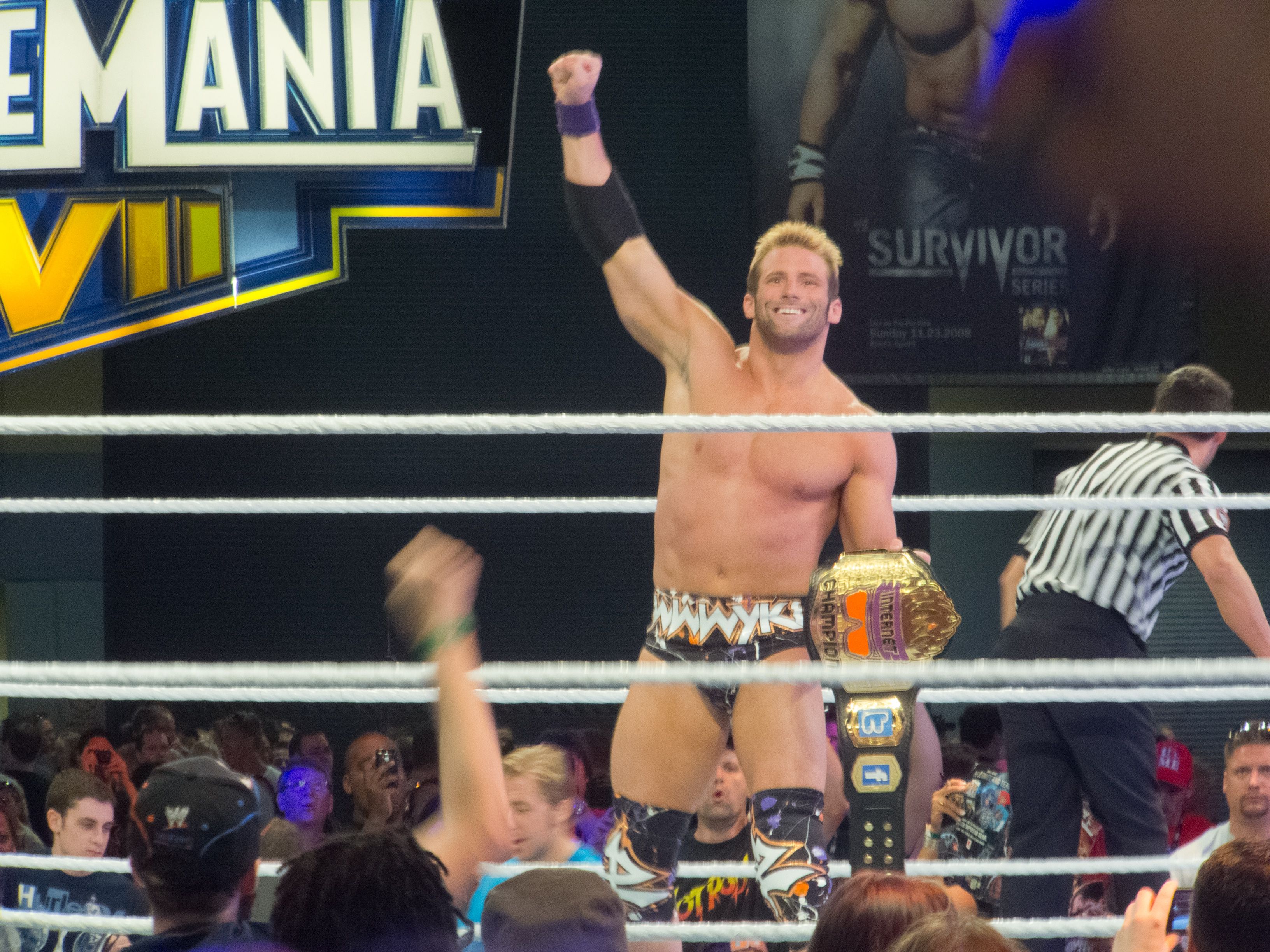
Zack avec la ceinture du WWE Internet Championship, championnat fictif

Zack Ryder a commencé le 17 février 2011 une web-série sur Youtube qu'il a nommée Z! True Long Island Story. C'est une série humoristique qu'il filme dans sa maison et qui parle de son quotidien, de ses combats à la WWE et il y fait aussi de fausses publicités. Il s'est auto-proclamé « The Internet Champion » et a même une ceinture de catch qu'il a personnalisée.

## Palmarès
- Absolute Intense Wrestling
  - 1 fois AIW Absolute Champion (actuel)
  - 1 fois AIW Intense Champion (actuel)
- All Star Wrestling
  - 1 fois ASW Heavyweight Champion (actuel
- Deep South Wrestling
  - 2 fois DSW Tag Team Champion avec Curt Hawkins[38]
- Game Changer Wrestling (en)
  - 1 fois GCW World Champion
  - 1 fois GCW World Television Champion (actuel)
- Impact Wrestling
  - 1 fois Impact Digital Media Champion
- National Wrestling Alliance
  - 1 fois NWA World Heavyweight Championship
- New York Wrestling Connection
  - 1 fois NYWC Heavyweight Champion (actuel)
  - 2 fois NYWC Tag Team Champion avec Curt Hawkins[39]
- Ohio Valley Wrestling
  - 1 fois OVW Southern Tag Team Champion avec Curt Hawkins[40]
- The Wrestling Showcase
  - 1 fois Wrestling Showcase Champion (actuel)
  - Wrestling Showcase Championship Tournament (2022)
- World Wrestling Entertainment
  - 1 fois WWE Intercontinental Champion
  - 1 fois WWE United States Champion
  - 2 fois champion par équipe de (RAW) la WWE avec Curt Hawkins
  - Slammy Award de la catchphrase la plus ennuyeuse (2010)
  - Slammy Award du catcheur le plus branché (2011)
  - Slammy Award du show Youtube de l'année 2012

## Récompenses de magazines
- Pro Wrestling Illustrated

| Année | 2007 | 2008 | 2009 | 2010 | 2011 | 2012 | 2013 | 2014 | 2015 | 2016 | 2017 | 2018 | 2019 | 2020 | 2021 | 2022 | 2023 | 2024 |
| ----- | ---- | ---- | ---- | ---- | ---- | ---- | ---- | ---- | ---- | ---- | ---- | ---- | ---- | ---- | ---- | ---- | ---- | ---- |
| Rang  | 271  | 140  | 199  | 117  | 140  | 70   | 137  | 153  | 168  | 109  | 173  | 212  | 100  | 444  | 297  | 13   | 31   | 77   |

## Vie privée
- Il vit à Long Island dans l'État de New York[42].
- Dans une interview, il révèle qu'il a souffert au lycée d'un cancer qu'il a surmonté, mais qu'il a dû manquer une année pour lutter contre la maladie.[réf. nécessaire]
- Cardona est un collectionneur passionné des Pop! Vinyl.[réf. nécessaire]
- Il a été en couple avec la catcheuse Emma.[réf. nécessaire]
- Il est actuellement en couple avec la catcheuse Chelsea Green depuis avril 2017[43]. Il l'a demande en mariage sur Twitter le 22 janvier 2018[44].